# National Center for Science Education

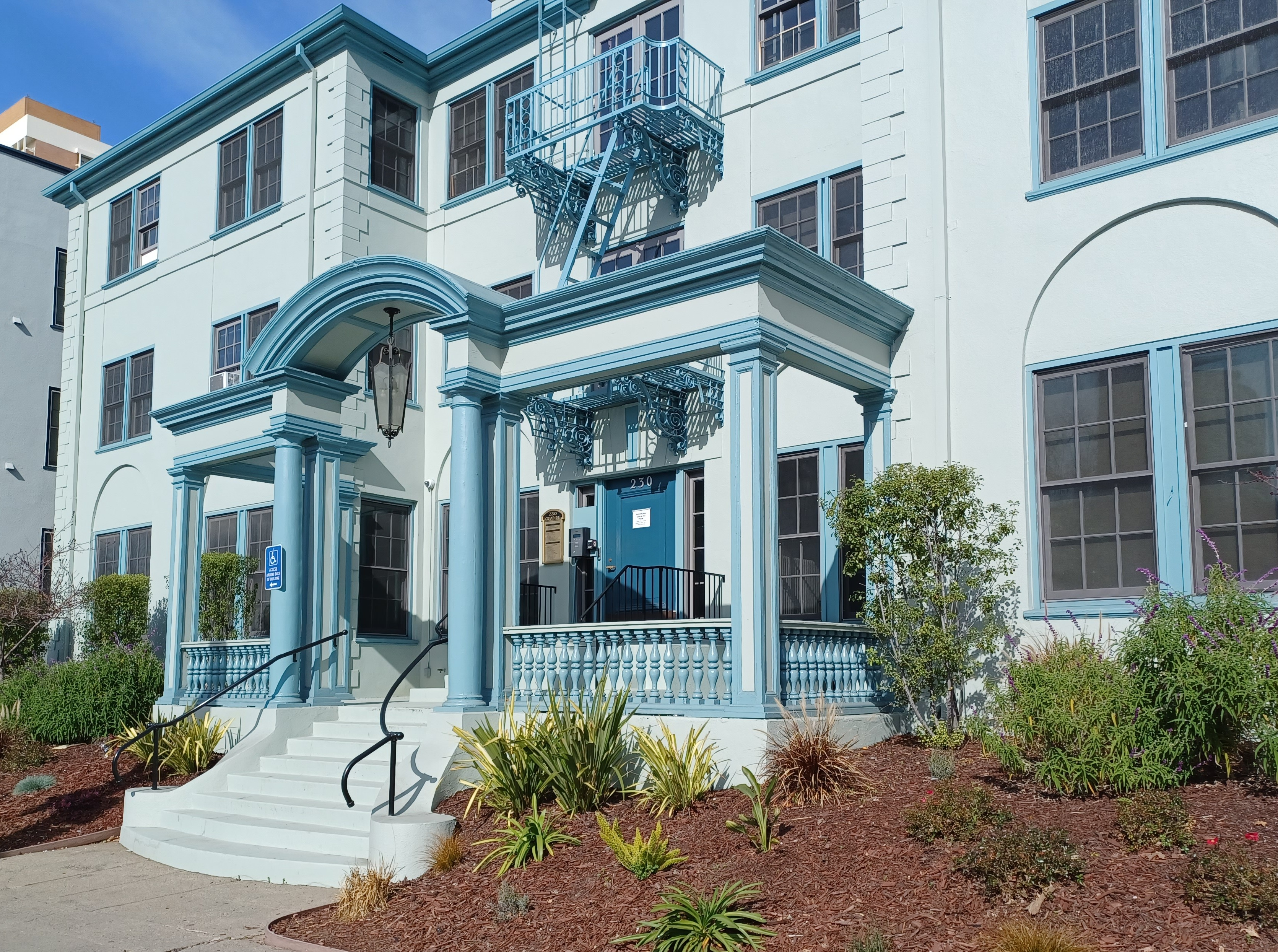
230 Grand Ave, Oakland, California, USA. Siedziba National Center for Science Education.

National Center for Science Education (NCSE) – organizacja non-profit mająca siedzibę w Oakland (Kalifornia) związana z American Association for the Advancement of Science. Jej głównymi zadaniami są: promowanie nauczania w szkołach teorii ewolucji, zwalczanie kreacjonizmu i prób wprowadzania treści religijnych do programu szkolnego w szkołach publicznych w USA oraz edukacja w sprawie kontrowersji dotyczących naukowych dowodów zmian klimatu. Koordynuje Projekt Steve.
Wśród wspierających są: Francisco J. Ayala, Neil deGrasse Tyson, Stephen Jay Gould, Kenneth Miller, James Randi.